# پله آخر
پله‌ی آخر فیلم درام ایرانی به نویسندگی و کارگردانی علی مصفا است که در ۱۳۹۰ اکران شد. این دومین فیلم مصفا بعد از سیمای زنی در دوردست است. این فیلم با هزینه شخصی خود وی ساخته شده و از فیلم‌های مستقل در سینمای ایران محسوب می‌شود. در آن لیلا حاتمی، مصفا و علیرضا آقاخانی ایفای نقش کرده‌اند.
پله‌ی آخر در سی‌امین دوره جشنواره بین‌المللی فیلم فجر نامزد دریافت دو جایزه شد و توانست جایزهٔ بهترین فیلم‌نامهٔ اقتباسی برای مصفا را کسب کند.

## خلاصه
لیلی (لیلا حاتمی) ستاره سینماست و به تازگی شوهرش را از دست داده‌است سر صحنه فیلمبرداری ناگهان مقابل دوربین خنده‌اش می‌گیرد و از کار بازمی‌ماند. هیچ‌کس نمی‌تواند دلیل خنده‌هایش را حدس بزند.

## دربارهٔ فیلم
علی مصفا در یادداشتی در مجله ۲۴ دربارهٔ فیلمش نوشته: «فیلمنامهٔ پلهٔ آخر را هفت سال پیش نوشتم. اما برای ساختنش به هر دری زدم نشد؛ دوستان تهیه‌کننده هر چند فیلمنامه را دوست داشتند، اما هر کدام به نوبت، بعد از هفت-هشت ماه کنار می‌کشیدند تا اینکه بالاخره تصمیم گرفتم خودم پولی جور کنم و به‌معنای واقعی کلمه فیلم را مستقل بسازم. چاره‌ای نداشتم جز اینکه از تمام امکانات استفاده و بلکه سوء استفاده کنم. مجبور شدم نقش اول مرد را خودم بازی کنم و هنوز هم از این بابت دلخورم. اما نقش اول زن از ابتدا برای لیلا حاتمی نوشته شده بود. خلاصه طی ۳۷ جلسه فیلمبرداری کار تمام شد و هنوز هم درگیر مونتاژ و صداگذاری آن هستیم. وسوسهٔ ساخت این فیلم مثل مرضی به جانم افتاده بود و دست‌بردار نبود. برای همین نتیجهٔ کار هر چه باشد خوشحالم که بالاخره از درگیری فکریِ ساخت این فیلمنامه خلاص شدم. حالا بعد از هفت سال، بالاخره فکرم آزاد شده و روانم آسوده‌است. به گمانم فیلم ساختن گران‌ترین روان‌درمانی روزگار ماست.»

## بازیگران
| بازیگر         | نقش        |
| -------------- | ---------- |
| لیلا حاتمی     | لیلی       |
| علی مصفا       | خسرو شهیدی |
| علیرضا آقاخانی | دکتر امین  |
| حامد بهداد     | بازیگر     |
| کیانوش گرامی   | خدابنده    |

## نامزدی‌ها و جوایز
| جشنواره                                     | تاریخ                    | جایزه                   | نامزد(ها) و برنده(ها) | نتیجه    | منبع        |
| ------------------------------------------- | ------------------------ | ----------------------- | --------------------- | -------- | ----------- |
| سی‌امین دورهٔ جشنوارهٔ فیلم فجر                |                          | بهترین فیلم‌نامهٔ اقتباسی | علی مصفا              | برنده    | [ ۲ ] [ ۳ ] |
| سی‌امین دورهٔ جشنوارهٔ فیلم فجر                | بهترین طراحی صحنه و لباس | لیلا حاتمی              | نامزدشده              | [ ۴ ]    |             |
| چهل و هفتمین دورهٔ جشنوارهٔ فیلم کارلووی واری |                          | بهترین بازیگر زن        | لیلا حاتمی            | برنده    | [ ۵ ]       |
| چهل و هفتمین دورهٔ جشنوارهٔ فیلم کارلووی واری | فیپرشی بهترین فیلم       | علی مصفا                | برنده                 | [ ۶ ]    |             |
| چهل و هفتمین دورهٔ جشنوارهٔ فیلم کارلووی واری | بهترین پوستر فیلم        | محمد حسین شهیدی         | برنده                 | [ ۷ ]    |             |
| چهل و هفتمین دورهٔ جشنوارهٔ فیلم کارلووی واری |                          | گوی بلورین              | علی مصفا              | نامزدشده |             |
| جشنوارهٔ بین‌المللی فیلم هنری باتومی          |                          | بهترین بازیگر مرد       | علیرضا آقاخانی        | برنده    | [ ۸ ]       |
| جشنواره بین‌المللی فیلم کرالا                |                          | جایزهٔ ویژه هیئت داوران  |                       | برنده    | [ ۹ ]       |
| جشنوارهٔ مدفیلم                              |                          | جایزهٔ پیوکولتور         |                       | برنده    | [ ۱۰ ]      |